# Bastiaan Ragas
Bastiaan Johannes (Bas) Ragas (Lisse, 30 juni 1971) is een Nederlands zanger, presentator, (musical)acteur en schrijver.

## Jeugd
Ragas werd geboren in een katholiek gezin in Lisse, waar hij gedurende zijn jeugd heeft doorgebracht met zijn ouders en twee oudere broers, Jeroen en Roef. Hij zat onder andere op de St. Jozefschool in Lisse en was misdienaar in de plaatselijke kerk.

## Carrière
Al op jonge leeftijd was Ragas bezig met muziek, hij nam piano- en gitaarlessen en had een eigen bandje op de middelbare school. Na de middelbare school trok hij ook rond met Up With People. Daarna zat hij in de boyband Caught in the Act die in Duitsland, Oostenrijk, Azië en Australië een groter succes was dan in Nederland. Ze hebben meer dan 15 miljoen platen verkocht.
Na het uiteenvallen van Caught in the Act maakte Ragas in 2000 zijn eerste soloalbum, Tomorrow is Looking Good.
Ragas speelde vanaf 21 oktober 2001 de hoofdrol, Radames, in de musical Aida, waarvoor hij de John Kraaijkamp Musical Award voor de 'Beste mannelijke hoofdrol' ontving. Tussendoor vertolkte hij een van de hoofdrollen in de SBS-serie Trauma 24/7 en speelde hij in de musical 3 Musketiers de hoofdrol van d'Artagnan. Verder had hij een hit met Alles, schreef en coproduceerde hij vier soloalbums (Tomorrow Is Looking Good (2000), Outragas (2005), Zin (2007) en Dansen in de Regen (2013)) en werkte hij mee aan Musicals in Ahoy 1 en 2.
In het theater trad hij op als gast bij NightWriters, De Mike & Thomas Show en Liesbeth List en speelde in het klassieke stuk Bedrog van Harold Pinter. Met zijn eigen theatershow toerde hij door Nederland en België met de TBC Elvis Band. Daarnaast speelde hij hoofdrollen in de Friese film Sportman van de Eeuw, de kinderfilm De Indiaan en de met een Gouden Kalf bekroonde film Escort. Verder was hij te zien in series als Gooische Vrouwen en All Stars.
Eind 2006 nam Bastiaan deel aan het programma Dancing with the Stars van RTL 4. Hij vormde een danspaar met Julie Fryer. Hij eindigt uiteindelijk als tweede.

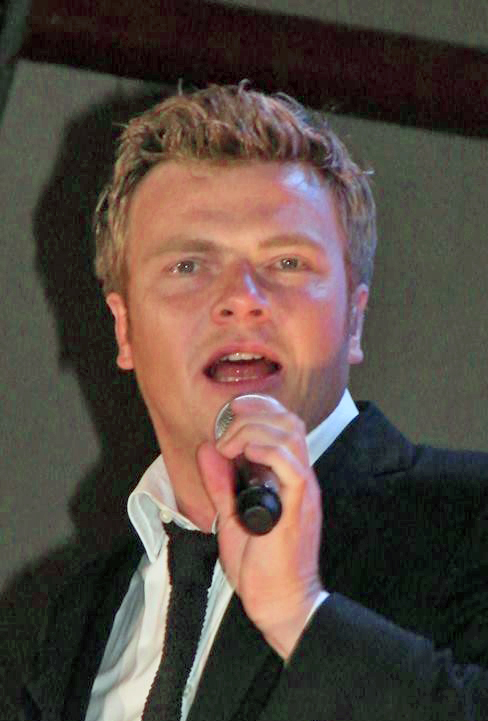
Ragas in 2015

Ragas presenteerde onder andere de Dinnershow of Dreams, de Miss Nederlandverkiezing 2008, het populair-wetenschappelijk programma Eyeopener bij Veronica en bij RTL 4 de Staatsloterij Zomershow. Naast zijn werkzaamheden als acteur, zanger en presentator is Ragas tevens de voice-over van televisieprogramma's als Over de Kook (RTL 5), SOS Verbouwing (RTL 4), Topchef (RTL 5), Beat de Mol (Veronica), Missie Holland (RTL 4) en Mijn Geheime Missie (RTL 4) en was hij de station voice van Radio 2, waar hij te horen was in jingles en aankondigingen op deze zender. Sinds 2017 is hij de station voice van Sublime.
In 2011 speelde Ragas de rol van prins Willem-Alexander in de VPRO-serie Beatrix, Oranje onder vuur. In september 2011 was Ragas te zien in de muzikale theatershow Help ik heb mijn vrouw zwanger gemaakt, gebaseerd op Kluuns bestseller. Over zijn eigen ervaringen als vader verscheen in 2011 het boek Maar je krijgt er wel heel veel voor terug. De theaterversie van het boek was in 2013/2014 in de Nederlandse theaters. Hierin speelt hij samen met Anne-Marie Jung. In 2013 deed hij ook mee met het vijfde seizoen van de De beste zangers van Nederland. Ragas had in 2014 een hoofdrol in Bar Gezellig. Van 2016 tot 2019 speelt Bastiaan de rol van Erik Ludwig in de Nickelodeon-serie De Ludwigs.
In 2010 is Bastiaan begonnen met zijn eigen theaterproductiebedrijf, "De Rode Boksbal". Met De Rode Boksbal maakt hij voorstellingen over voornamelijk maatschappelijke en sociale thema's die invloed hebben op relaties tussen mensen. Als theaterproducent van De Rode Boksbal was hij verantwoordelijk voor de theaterbewerking van Help! Ik heb mijn vrouw zwanger gemaakt en Haantjes naar de bestsellers van Kluun. Andere producties van De Rode Boksbal zijn Maar je krijgt er wel heel veel voor terug en Zij is de baas!, Mathilde Santing sings Jony Mitchell en de solovoorstelling van Anne-Marie Jung De Exoot.
Gouden Lijn Theater is door Bastiaan, in samenwerking met Henrike van Engelenburg (Van Engelenburg Theaterproducties), opgericht in 2015. Zij brachten Joke Bruijs en Gerard Cox voor het eerst live op de bühne met de productie ‘Alles went behalve een vent’. Hierna volgden de producties ‘De Oase Bar’, ‘Joke Bruijs 50-jarig jubileum’ en ‘De Oase Bar sing-a-long’ in 2017. In 2019 ging COX in Rotterdam in première, de solovoorstelling van Gerard Cox.
In 2015 kwam Caught in the Act terug met een succesvolle reeks reünieconcerten in Duitsland. Ze brachten een nieuw album uit 'Back for Love'. Bastiaan deed mee aan het Duitse RTL programma Let's Dance en presenteerde in 2017 voor ZDF zijn eigen programma 'Gut Geschätzt Gewinnt'.
In begin 2018 was Ragas met zijn gezin te zien in het RTL 4-programma Groeten uit 19xx. Tevens werd in deze periode zijn Nederlandse boek Maar je krijgt er wel heel veel voor terug vertaald naar het Duits en is daar, met nieuwe aanvullingen, uitgebracht onder de naam Schnuller, Sex & Kinderkacke. In 2018/2019 gaf Bastiaan een gecombineerde boek/theatershow door heel Duitsland en Oostenrijk.
Net na de zomer van 2018 is op RTL het programma Ragas Reist Rond uitgezonden. Een verslag van de wereldreis die Bastiaan samen met zijn vrouw en kinderen heeft gedaan. In vier maanden zijn ze op meerdere continenten geweest en zijn bij verschillende gastgezinnen aangeschoven. Het programma bleek zowel qua kijkcijfers als waardering een succes maar kreeg geen vervolg. In het najaar van 2018 speelde Ragas de rol van Rick in de bioscoopfilm First Kiss.
In 2022 nam Ragas deel aan De Verraders Halloween. In 2023 deed Ragas samen met zoon Sem mee aan Race across the world. In datzelfde jaar deed Ragas mee aan Alles is Muziek, en aan DNA Singers waarin hij samen met zijn dochter Cato zong. Ook deed Ragas in 2023 samen met zijn vrouw Tooske Ragas mee aan The Big Bang.
Bastiaan is sinds 2018 columnist bij Telegraaf/Vrouw.
In 2023 stond hij op het toneel met In Gods naam, een productie van Nachtzon Media in samenwerking met de Protestantse Kerk.

## Privé
Tijdens de musical De 3 Musketiers leerde Ragas Tooske Breugem kennen. Op 25 juni 2005 traden ze in Zuid-Frankrijk in het huwelijk. Samen hebben ze drie dochters. Bastiaan heeft een zoon uit een eerdere relatie met Laura Vlasblom.

## Discografie

### Singles
| Single met eventuele hitnotering(en) in de Nederlandse Top 40 | Datum van verschijnen | Datum van binnenkomst | Hoogste positie | Aantal weken | Opmerkingen        |
| ------------------------------------------------------------- | --------------------- | --------------------- | --------------- | ------------ | ------------------ |
| Alles                                                         | 2003                  | 1-2-2003              | 2               | 10           | met Tooske Breugem |
| Unbelievable                                                  | 2004                  | 3-7-2004              | tip 30          |              |                    |
| Dit is mijn stad                                              | 2007                  | 3-3-2007              | 19              | 3            |                    |
| 1000 Manieren                                                 | 2007                  | 2007                  | tip 30          |              |                    |
| Mama                                                          | 2009                  |                       |                 |              |                    |

### Albums
- Dansen in de regen (2013)
- Zin (2007)
- Outragas (2005)
- Tomorrow is Looking Good (2000)

### Bestseller 60
| Boeken met noteringen in de Nederlandse Bestseller 60 | Jaar van verschijnen | Datum van binnenkomst | Hoogste positie | Aantal weken | Opmerkingen   |
| ----------------------------------------------------- | -------------------- | --------------------- | --------------- | ------------ | ------------- |
| Maar je krijgt er wel heel veel voor terug            | 2011                 | 15-06-2011            | 5               | 10           |               |
| Huisje, boompje, buikje                               | 2015                 | 03-06-2015            | 59              | 1            |               |
| Jezus, waarom?                                        | 2023                 | 01-11-2023            | 18              | 1            | als Bas Ragas |

- Gemeinsame Normdatei: 135159008
- International Standard Name Identifier: 0000 0000 2260 4666
- MusicBrainz: 10f119f2-1168-4055-bc1a-a7e8159f8ded
- Nederlandse Thesaurus van Auteursnamen: 334054478
- Virtual International Authority File: 23358588
- WorldCat: E39PBJmtvgt8GGKdkTbwr4ryVC